# 16 punti di sutura
16 punti di sutura è il secondo album del duo hip hop italiano Microspasmi, uscito il 20 maggio 2005 e contenente 16 tracce. Interamente prodotto dal beatmaker del duo Goediman, Meddaman al microfono si alterna con Turi, Fabri Fibra e Babaman. Le produzioni di Goediman si sono evolute, si sente l'influenza di musica crunk e trance. La parte cantata risulta più scontata del predecessore 13 pezzi per svuotare la pista, Meddaman tocca argomenti molto ricorrenti nel rap: l'attitudine a lavorare con la musica in modo serio, il rapporto con le donne, la marijuana, la società. Il disco comunque conferma le grandi capacità del duo ed ha riscosso un notevole successo nel pubblico del rap underground. Tuttora è il loro lavoro più conosciuto.

## Tracce
1. Arriviamo nel villaggio – 1:30
2. Fuori dal microfono – 3:23
3. Chi ti ha detto... – 3:56
4. Nel club non si respira (feat. Turi) – 4:08
5. Sembra ieri – 5:41
6. Non li fermano più – 3:31
7. Avvelenato – 4:17
8. Sei messo male – 4:17
9. Mi disconnetto – 3:32
10. Solo grazie a voi – 5:19
11. Non sei una figa (feat. Fabri Fibra) – 4:04
12. 2 passi – 3:00
13. La pianta (feat. Babaman) – 3:03
14. Fake panozzo – 2:58
15. Va bene ok – 4:11
16. Lento dentro – 12:29